# Голема махала
Голема махала, още Голяма махала или Буюк махле (на гръцки: Μεγαλοχώρι, Мегалохори, катаревуса: Μεγαλοχώριον, Мегалохорион, до 1927 Μπουγιούκ Μαχαλέ, Буюк Махале), е село в Гърция, дем Синтика на област Централна Македония с 809 жители (2001).

## География
Селото е разположено на десния бряг на Струма и на северния бряг на Бутковското езеро.

## История
През XIX век Голема махала е чифлик в Сярска каза на Османската империя. В „Етнография на вилаетите Адрианопол, Монастир и Салоника“, издадена в Константинопол в 1878 година и отразяваща статистиката на населението от 1873 г., Буук (Buuk) е посочено като селище в Сярска каза със 70 домакинства, като жителите му са 246 българи.
В 1891 година Георги Стрезов пише за селото:
| „ | Голяма махала, чифлик на Акиф бея на СЗ от Джумая 2 часа. Почва изредна, която дава най-добро качество кукуруз. Църква „Св. Богородица“, чете се гръцки; училище също тъй гръцко с 15 ученика. 60 къщи български и 10 цигански... Равнището, в което са разположени горните четири села се казва Прокопанско поле и е едно от най-плодородните. Струма изобилно го пои и често си менява дори матката. На Ю е орманът, гъст с вековни върби и тинести блата, тъй че климатът е нездрав и поддържа всякакви миазми. В ормана има много диви свини, язовец, чакали; развъждат още по краищата и питомни свине. | “ |

Между 1896 и 1900 година селото преминава под върховенството на Българската екзархия. Според известната статистика на Васил Кънчов („Македония. Етнография и статистика“) в 1900 година в селото живеят 420 българи и 60 цигани.
По данни на секретаря на Екзархията Димитър Мишев („La Macédoine et sa Population Chrétienne“) през 1905 година в Голема махала (Golema-Mahala) живеят 640 българи-екзархисти. В селото има 1 начално българско училище с 1 учител и 30 ученика.
При избухването на Балканската война в 1912 година един жител на Голема махала е доброволец в Македоно-одринското опълчение.

## Личности
Родени в Голема махала
- Янко Александров, македоно-одрински опълченец, 37 (38-годишен), колар, Инженерно-техническа част на МОО, Трета рота на Четвърта битолска дружина[9]